# Aculithus subfabiformis
Espèce
Synonymes
- Otacilia subfabiformis Liu, 2020

Aculithus subfabiformis est une espèce d'araignées aranéomorphes de la famille des Phrurolithidae.

## Distribution
Cette espèce est endémique du Jiangxi en Chine,. Elle se rencontre dans le xian d'Anfu.

## Description
Le mâle holotype mesure 2,39 mm et la femelle paratype 2,54 mm.

## Systématique et taxinomie
Cette espèce a été décrite sous le protonyme Otacilia subfabiformis par Liu, Luo, Ying, Xiao, Xu et Xiao en 2020. Elle est placée dans le genre Aculithus par Liu, Li, Zhang, Ying, Meng, Fei, Li, Xiao et Xu en 2022.

## Publication originale
- Liu, Ying, Xiao, Yan & Xiao, 2020 : « Eight new species of Otacilia (Araneae: Phrurolithidae) from southern China. » ZooKeys, no 979, p. 1-33 (texte intégral).